# Nauener Tor
Nauener Tor (pol. „Brama Naueńska”) – neogotycka brama miejska, znajdująca się w Poczdamie, w bezpośrednim sąsiedztwie Dzielnicy Holenderskiej, w przebiegu ulicy Friedrich-Ebert-Straße. Wraz z Bramą Myśliwską i Bramą Brandenburską jest jedną z trzech zachowanych bram miejskich w Poczdamie. Ponadto stanowi, obok pierwszych neogotyckich budynków w Anglii najstarszy przykład neogotyckiej architektury w Europie.

## Historia
Pierwsza Brama Naueńska została zbudowana w obrębie murów miejskich w kierunku północnym w przebiegu ulicy Nauener Straße (obecnie Friedrich-Ebert-Straße) przy północnym krańcu dzisiejszego placu Platz der Einheit w 1722 roku, w ramach prowadzonej przez pruskiego króla Fryderyka Wilhelma I pierwszej rozbudowy Poczdamu. Wraz z drugą rozbudową miasta, w 1735 roku zbudowano nową bramę, położoną około 400 m dalej na północ od poprzedniej budowli. Brama ta reprezentowała styl barokowy, a jej cechą charakterystyczną była inskrypcja Es lebe der König und alle braven Soldaten (pol. „Niech żyje król i wszyscy dzielni żołnierze”).
W 1755 roku na polecenie króla Fryderyka II Wielkiego zbudowano obecną Bramę Naueńską. Budowlę zaprojektował architekt Johann Gottfried Büring na podstawie szkicu samego zleceniodawcy. Fryderyk II Wielki świadomie wybrał styl architektoniczny, nawiązujący do średniowiecznej architektury gotyckiej, aby nadać bramie wrażenie pochodzenia z dawniejszych wieków. Budowla miała postać dwóch, flankujących barokową bramę otynkowanych, okrągłych wież zwieńczonych blankami i szpiczastymi stożkami, wykonanymi z naturalnego kamienia. Przy wieżach znajdowały się boczne, przeznaczone dla celników i strażników dobudówki z ostrołukowymi otworami arkadowymi i maszkaronami, które wzmacniały średniowieczne wrażenie. Celem nowej bramy było zwiększenie wartości osi widokowej z centrum miasta na ulicę Nauener Straße. Za sprawą murów miejskich brama była połączona z Bramą Myśliwską i Bramą Brandenburską.
W związku z prowadzonym w XIX wieku wyburzaniem poczdamskich murów miejskich, w 1867 roku barokowa brama została rozebrana, zaś pomiędzy wieżami nowej Bramy Naueńskiej zbudowano połączenie w stylu neogotyckim. W latach 1996–1997 przeprowadzono gruntowną renowację bramy, w ramach której odnowiono jej historyczną powłokę malarską. Obecnie w obu dobudówkach przy wieżach bramy mieszczą się restauracje.

## Galeria

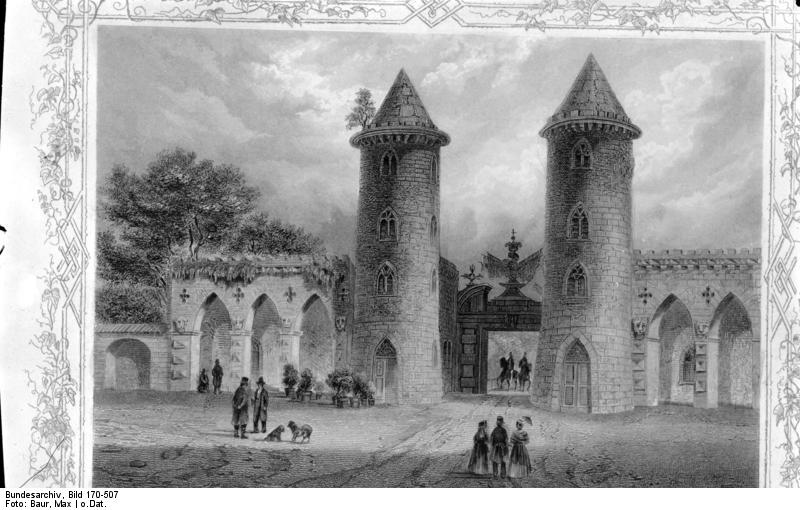
Rysunek bramy z XVIII wieku
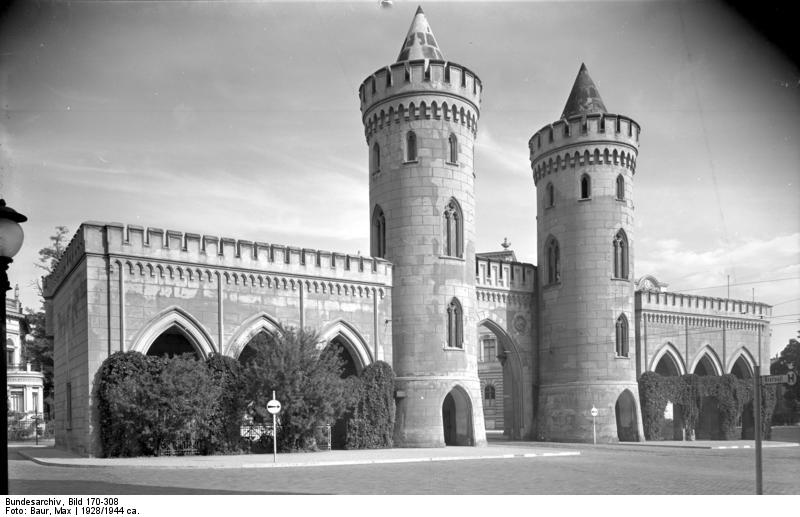
Brama od strony południowej w latach 1928-1944
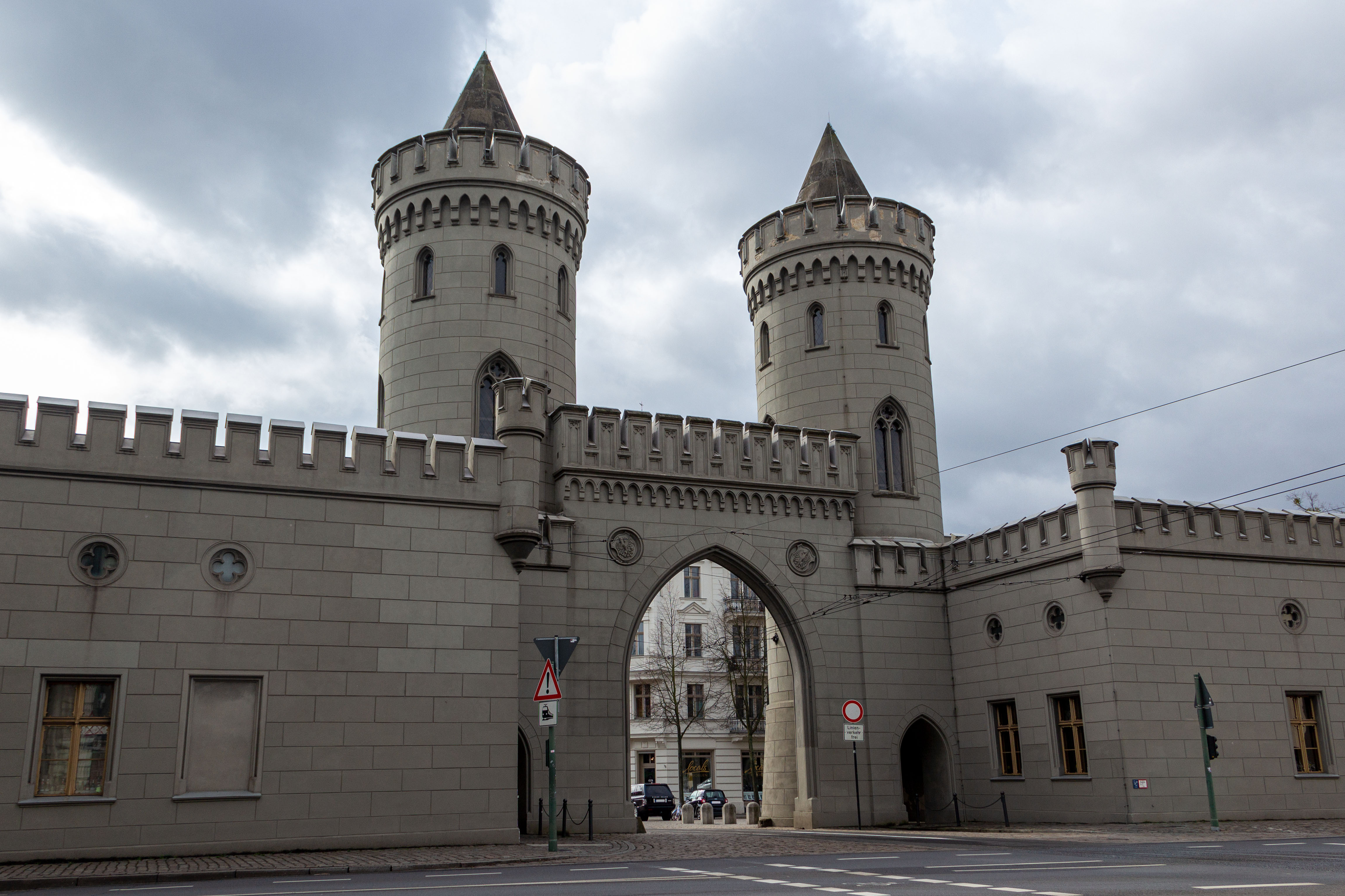
Brama od strony północnej w 2019 roku
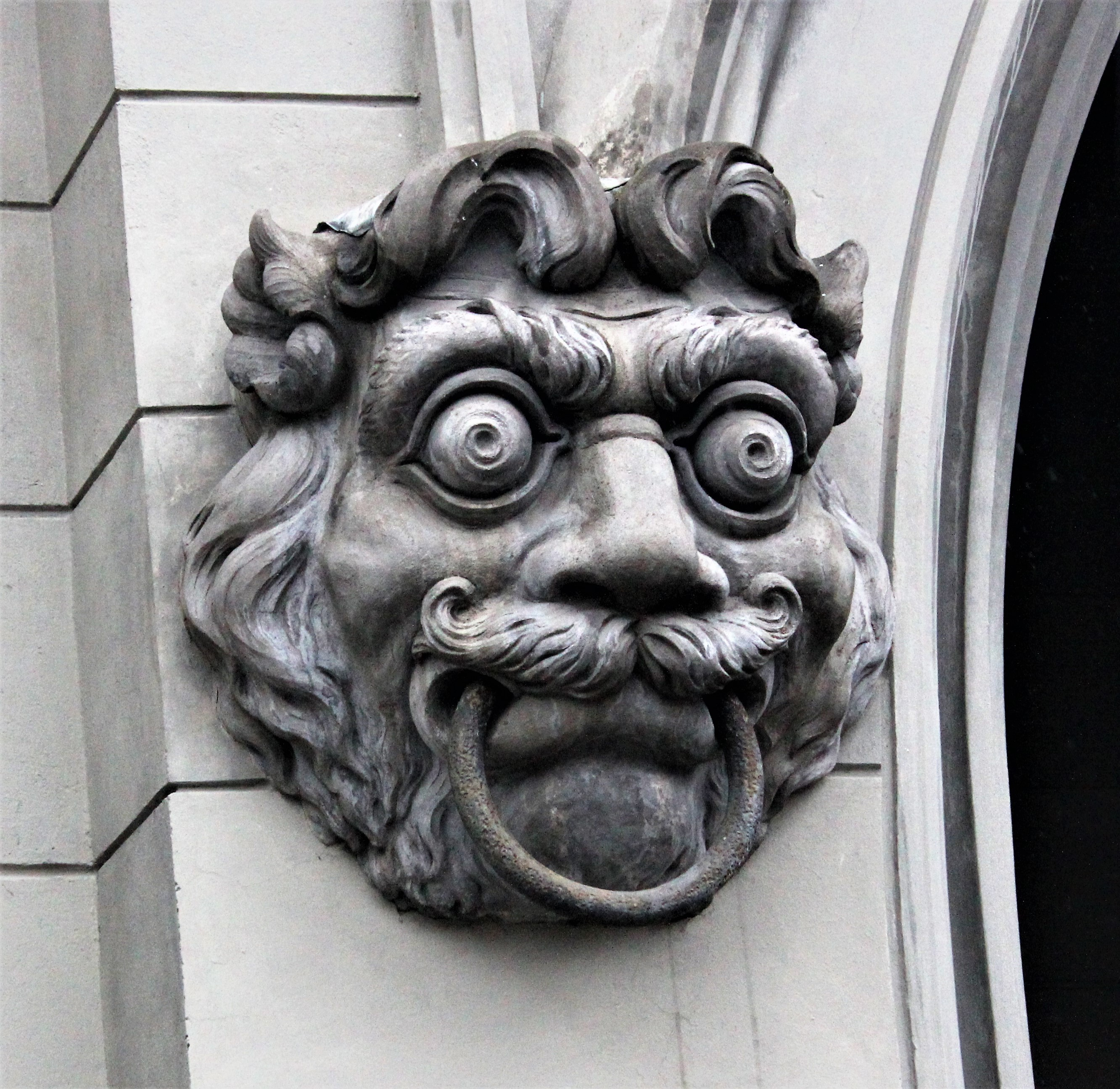
Maszkaron na jednej z dobudówek bramy